# Instytucjonalizacja międzynarodowa
Instytucjonalizacja międzynarodowa w ogólnym rozumieniu jest to dążenie określonych uczestników do ustanowienia więzów interakcji i komunikowania dla wspólnego rozwiązywania pojawiających się nowych problemów międzynarodowych.
W rozumieniu praktycznym, od początku XIX wieku, instytucjonalizacja międzynarodowa realizowana była przez tworzenie różnorodnych instytucji międzynarodowych, m.in.:
- konferencje międzynarodowe (np.: Kongres wiedeński – 1814-1815)
- tworzenie organizacji międzynarodowych (międzyrządowych i pozarządowych) od połowy XIX wieku, a zwłaszcza po 1945 r.,

Procesy instytucjonalizacji obejmują stosunki:
- a) bilateralne (dwustronne),
- b) wielostronne,
- c) regionalne,
- d) sojusze,
- e) wspólnotowe,
- f) różne inne dziedziny życia międzynarodowego.

Cechą charakterystyczną instytucjonalizacji międzynarodowej od końca XX i początku XXI wieku jest uzupełnianie interakcji instytucji międzyrządowych przez działalność organizacji i interakcji pozarządowych. Zjawisko to (wzrost udziału aktywności organizacji pozarządowych) jest wynikiem globalizacji. Uzupełnianie instytucjonalizacji międzynarodowej przez udział organizacji pozarządowych powoduje przyspieszenie interakcji międzynarodowych pod względem ilościowym i jakościowym.